# Marcelo
De voornaam Marcelo is afgeleid van de Latijnse naam Marcellus en komt vooral voor in Brazilië.

## Bekende naamdragers
- Marcelo Balboa, Amerikaans voetballer
- Marcelo Elizaga, Argentijns-Ecuadoraans voetballer
- Marcelo Gallardo, Argentijns voetballer
- Marcelo Antônio Guedes Filho, Braziliaans voetballer
- Marcelo Melo, Braziliaans tennisser
- Marcelo Moreno, Boliviaans voetballer
- Marcelo Otero, Uruguayaans voetballer
- Marcelo Ramírez, Chileens voetballer
- Marcelo Ríos, Chileens tennisser
- Marcelo Saralegui, Uruguayaans voetballer en voetbalcoach
- Marcelo Silva Ramos, Braziliaans voetballer
- Marcelo Sosa, Uruguayaans voetballer
- Marcelo Vega, Chileens voetballer
- Marcelo Vieira da Silva Júnior, Braziliaans voetballer
- Marcelo Brozović, Kroatisch voetballer